# Apollo Granforte
Apollo Granforte (ur. 20 lipca 1886 w Legnano, zm. 10 czerwca 1975 w Gorgonzoli) – włoski śpiewak operowy, baryton.

## Życiorys
W wieku 18 lat wyjechał wraz z bratem w poszukiwaniu pracy do Argentyny, gdzie prowadził zakład szewski. Dzięki wsparciu mecenasa, który odkrył jego talent wokalny, podjął studia muzyczne w Buenos Aires. Jego nauczycielem był Guido Capocci. W 1913 roku zadebiutował na scenie w operze w Rosario jako Dermont w Traviacie Giuseppe Verdiego. Po wybuchu I wojny światowej wrócił do Włoch i zaciągnął się na ochotnika do wojska. Po demobilizacji rozpoczął karierę śpiewaczą, w 1917 roku wystąpił w Teatro Costanzi w Rzymie, a w 1921 roku w mediolańskiej La Scali. W 1922 roku śpiewał w Paryżu. W 1924 roku występował u boku Nellie Melby w Australii. W latach 1924–1925 koncertował w Ameryce Południowej. Po II wojnie światowej wycofał się z działalności scenicznej i poświęcił się pracy pedagogicznej. Do jego uczniów należał Raffaele Arié.
Jego popisową rolą był Jagon w Otellu Giuseppe Verdiego. W 1935 roku wystąpił w Rzymie w prapremierowym przedstawieniu opery Neron Pietro Mascagniego. Uczestniczył także w premierach Cefalo e Procri Ernsta Křenka (Wenecja 1934) i Giulio Cesare G.F. Malipiera (Genua 1936).